# Constantin Joseph van den Nieuwenhuysen
Constantin Joseph van den Nieuwenhuysen, né le 5 mai 1749 à Malines et mort le 28 mars 1823 à Malines, est un industriel belge.

## Biographie
D'une importante famille malinoise d'industriels originaire de Diessen, descendant du fondeur royal Gérard van den Nieuwenhuysen, Constantin Joseph van den Nieuwenhuysen est le fils du manufacturier Henri Baudouin van den Nieuwenhuysen, doyen de la Gilde des Arbalétriers, et de Catherine de Ridder. Il est l'oncle du général-baron Maurice de Mercx.
Il épouse Isabelle Caroline de Dryver (fille de Martin de Drijver, brasseur malinois, et de Claire van Robbroeck), puis Marie Catherine Vermeulen (fille de Jacques Antoine Vermeulen, procureur fiscal de la Cour ecclésiastique de l'archidiocèse de Malines, aumônier de la ville de Malines, et de Catherine Matthys). De son premier mariage, il est le père de,, :
- Marie Anne Wilhelmine, mariée avec le brasseur Jean Joseph Ghislain Backx
- Guillaume, propriétaire du château Nieuwenhuizen, marié avec Flore Marie Claire Suetens
- Hubert Joseph, marié avec Anne-Marie Waefelaer
- Marie Elisabeth, mariée avec Martial-Joseph Deudon d'Heysbroek (nl) (fils d'André Deudon, écuyer, maître de police et échevin de Malines, et de  Marie Josèphe de Meester)
- Antoinette Françoise, mariée avec Jean-Henri de Perceval
- Victoire, mariée avec le brasseur Corneille Scheppers (frère de Mgr Victor Scheppers) et de Jean-Baptiste van den Wiele, conseiller provincial (petit-fils de Jean-Baptiste van den Wiele)
- Catherine, mariée avec Jacques Geets.

Négociant et manufacturier, Constantin van den Nieuwenhuysen est propriétaire de plusieurs usines, notamment à Malines et à Bréda (cette dernière étant dirigée par son gendre Martial Deudon d'Heysbroeck), ainsi que de plusieurs entrepôts. La famille van den Nieuwenhuysen possède une manufacture de chapellerie connaissant une très grande prospérité depuis 1704 et employant en moyenne 200 ouvriers. Un acte de 1789 indique qu'une partie de la fabrique de chapeaux est située à proximité de la Begijnenstraat. Ce document indique qu'il était désormais interdit à Van den Nieuwenhuysen de détourner les eaux usées de son usine du Schapengang vers la sortie de celle de la Begijnenstraat. Il acquiert plusieurs immeubles environnants, développant un vaste ensemble de propriétés contiguës s'étendant de Steenweg à Begijnenstraat.
Suivant l'exemple de son père, il devient célèbre pour sa gestion rigoureuse des nombreux conflits salariaux qu'il connait avec ses ouvriers. Ainsi, en 1785, les compagnons chapeliers et compagnons coupeurs de poils de Malines, réunis en assemblée générale, décident une grève et causent des agitations dans la cité. Le patronat se réunit en assemblée sous sa présidence le 10 octobre 1785 et rejettent les revendications des compagnons, qui, par représailles, visent particulièrement Constantin van den Nieuwenhuysen, chef du mouvement patronal, le frappant d'interdit et proférant à son encontre des menaces de mort. Les compagnons de Bruxelles se joignent à l'interdit contre Van den Nieuwenhuysen. Une conjuration est même tramée contre lui dans un cabaret. Le cabaretier, surprenant le projet, en informe van den Nieuwenhuysen par lettre anonyme. Les magistrats de Malines procèdent alors à des arrestations et perquisitions des complotistes,,,.
Ardent partisan de la politique éclairée sous le règne de l'empereur Joseph II, il s'implique dans la vie de la cité. Aumônier de la ville de Malines en 1774 et receveur des prisonniers indigents, il est maître d'église et de la fabrique de la cathédrale Saint-Rombaut de Malines en 1787.
Membre de la Gilde de la vieille Arbalète depuis 1766, il est admis au sein de la corporation des brasseurs de Malines, du chef de sa première épouse, en 1772 et est l'un des membres fondateurs de l'Académie impériale et royale des Beaux-Arts de Malines en 1773.
Sous la révolution brabançonne, il se montre favorable au courant vonckiste. Nommé écoutète de la ville de Malines, il devient membre du conseil de l'arrondissement de Brabant puis du collège électoral du département des Deux-Nèthes sous l'occupation française.
Plus importante fortune malinoise et malinois le plus fortement imposé en 1814, il est un grand propriétaire foncier, possédant de nombreux biens fonciers à Malines et dans ses environs (Hanswijk, Wavre-Sainte-Catherine, Puurs, Humbeek, Battenbroek (nl), Hingene, etc). Il se fait construire un hôtel particulier à Malines, acquiert le château d'Ambroos en 1777, le Hof van Coolhem (Puurs), l'ancien couvent des Cellites et celui des Capucins de Malines, le parc de Diest (nl) pour 8 000 florins en 1795, etc. Sur la seule période allant de 1797 à 1800, il acquiert des biens pour près de trois millions de francs français. Par ailleurs, il possède une quinzaine de grandes maisons et plusieurs petites maisons à Malines, qu'il loue.
Il meurt le 28 mars 1823 à Malines.

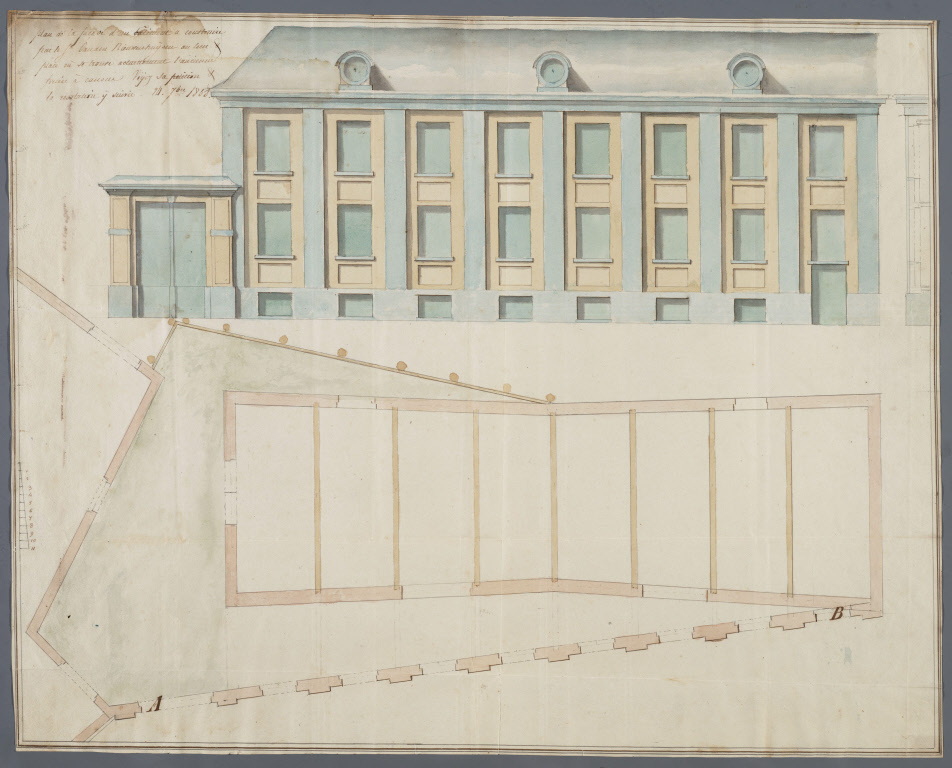
Plan de facade de l'hôtel particulier qu'il se fait construire (Malines)
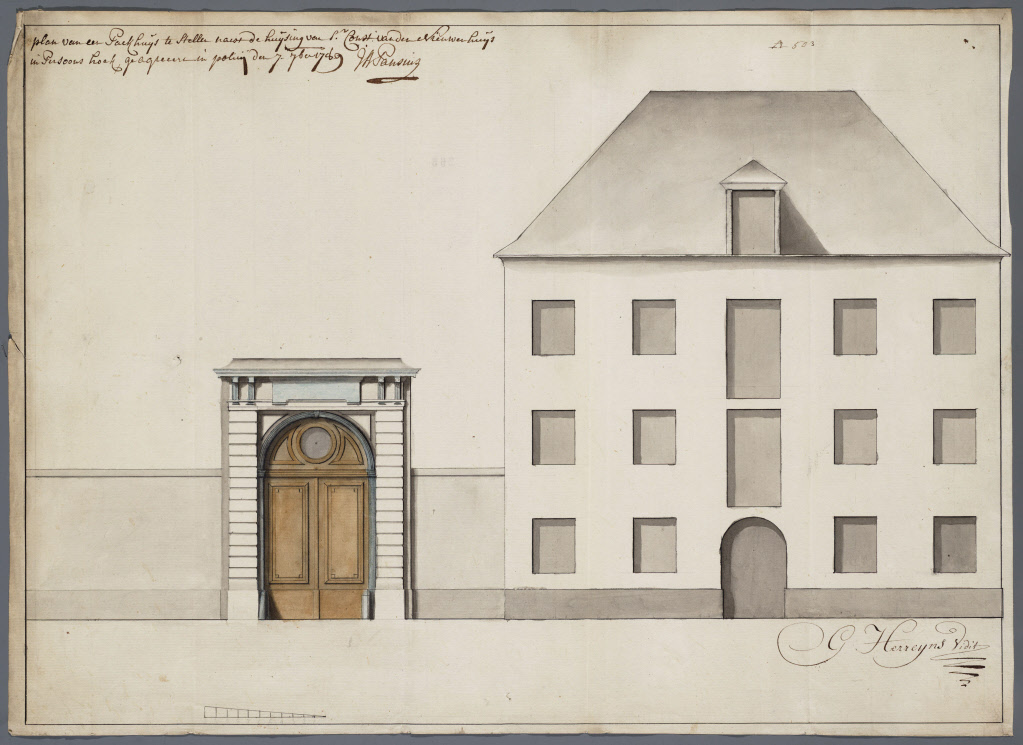
Plan de facade d'un des entrepôts qu'il se fait construire au Persoonshoek 13 (Malines)
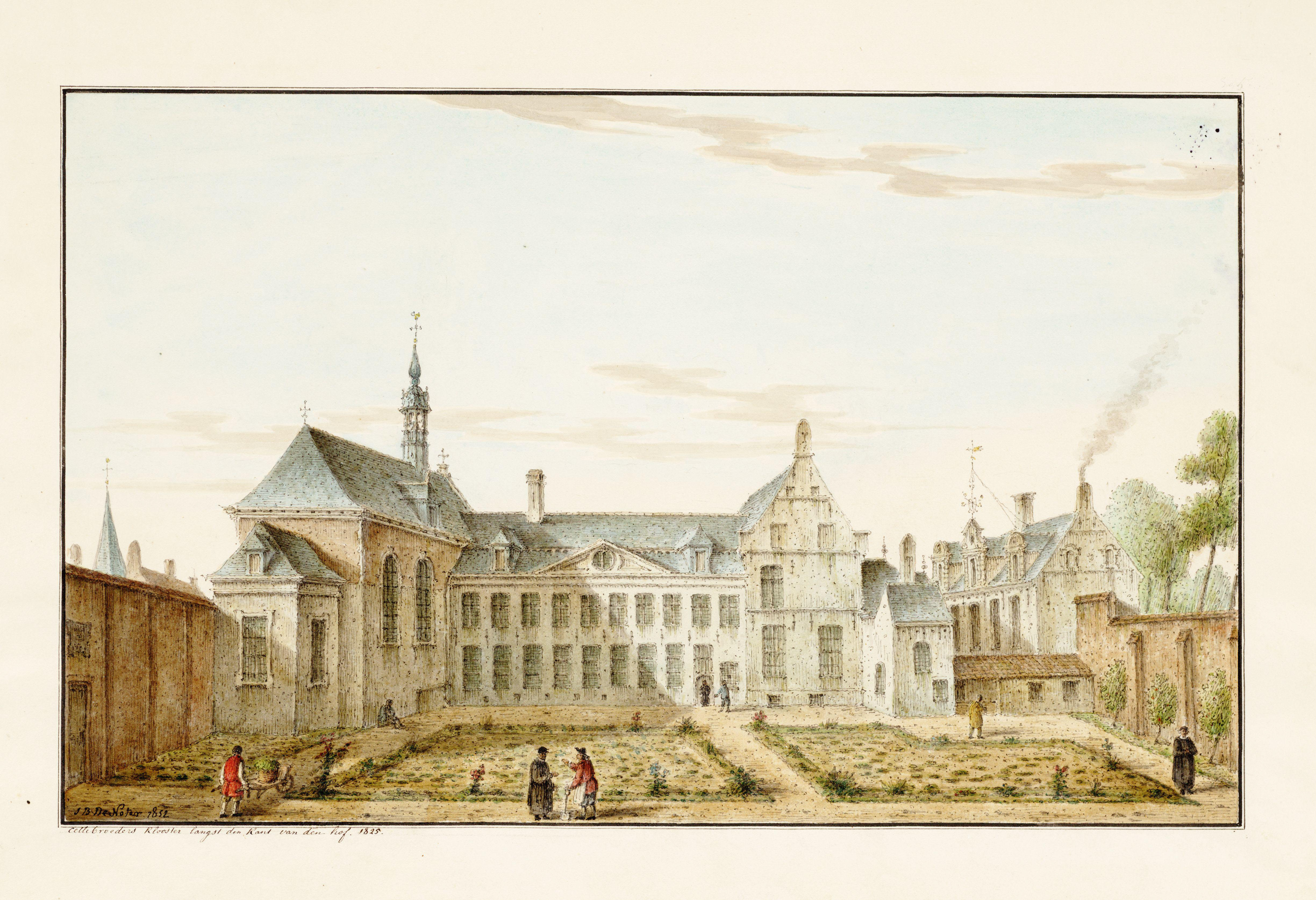
L'ancien Couvent des Cellites de Malines.
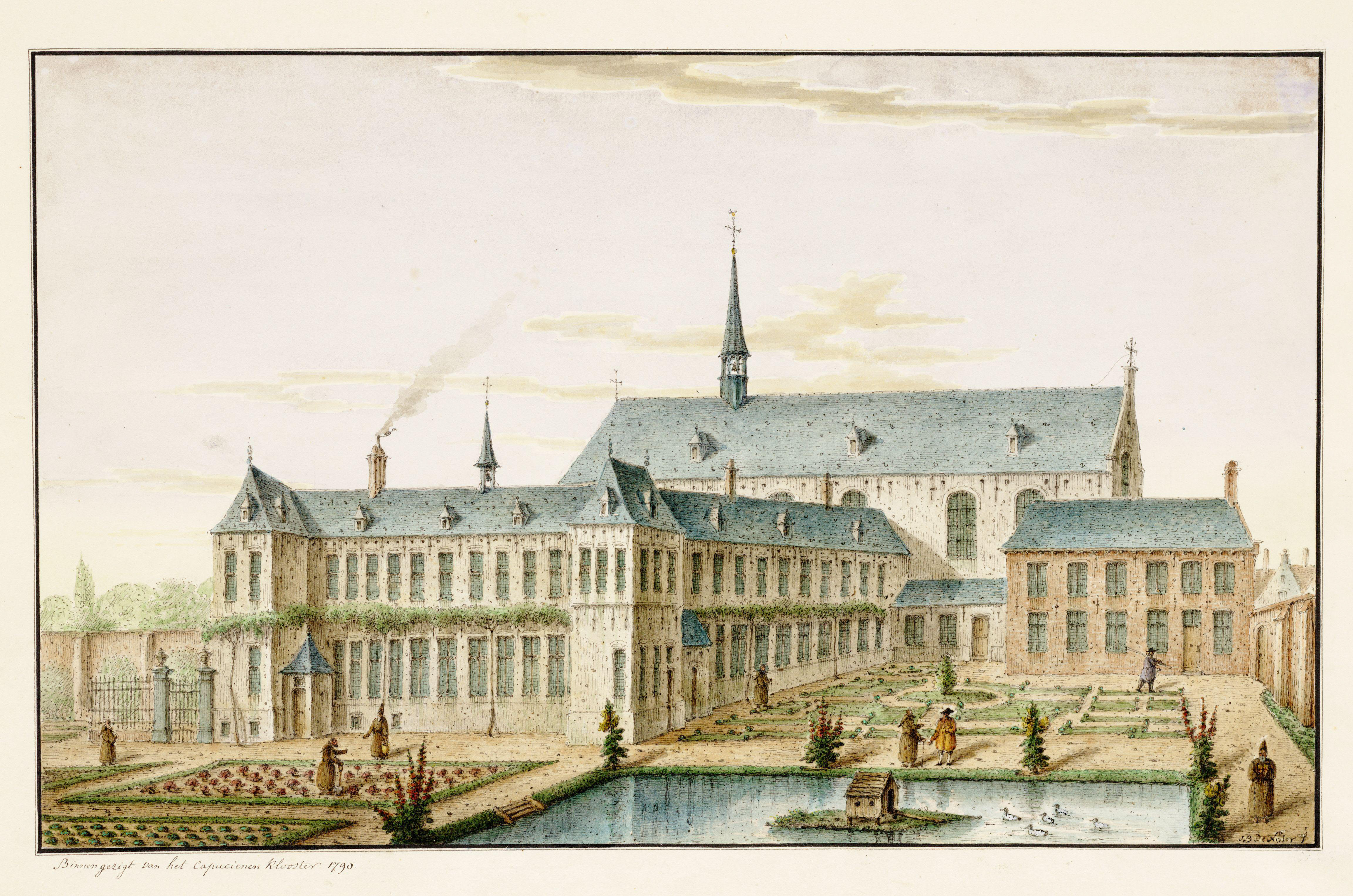
L'ancien Couvent des Capucins de Malines.
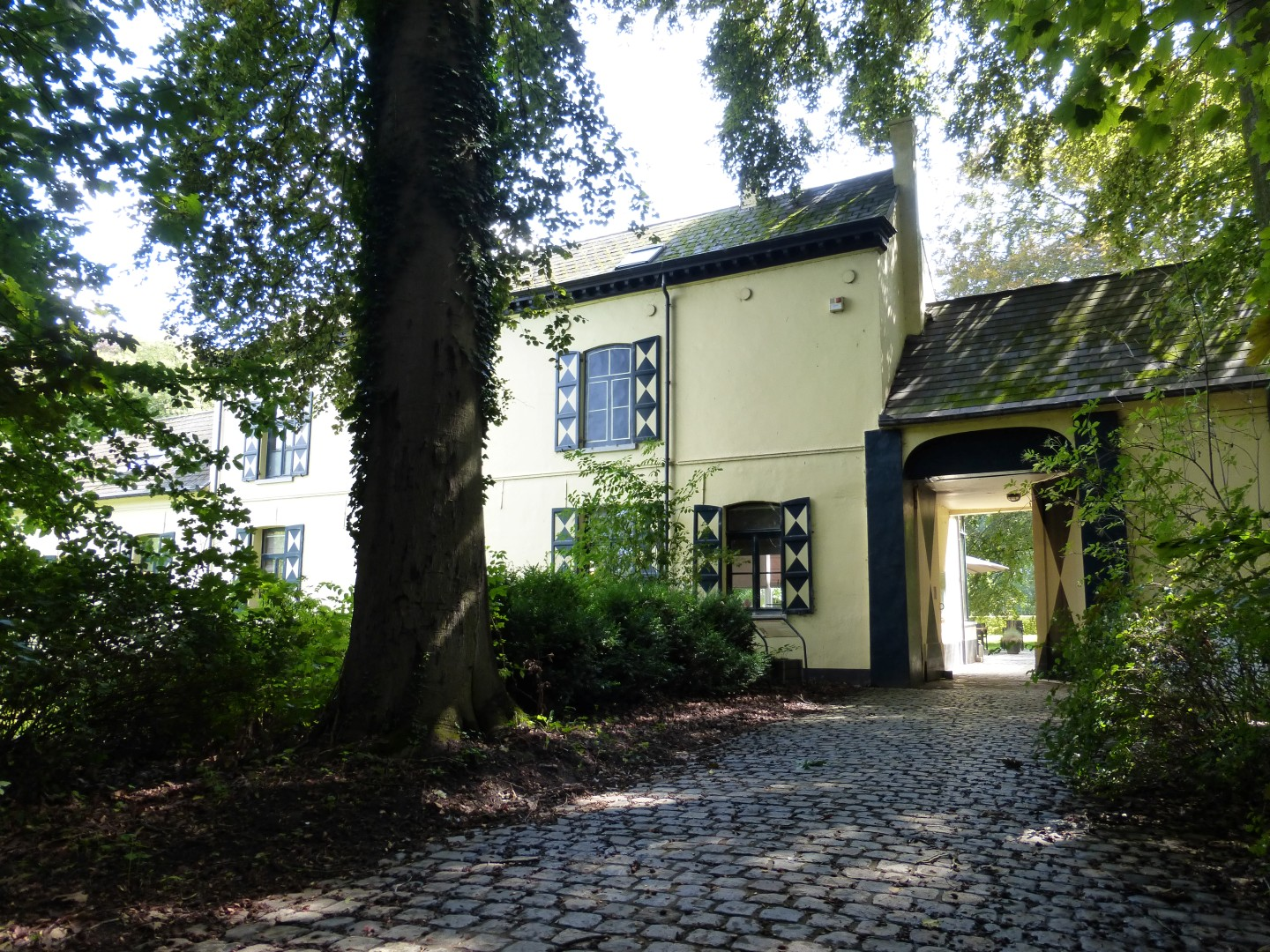
Hof van Coolhem (Puurs)
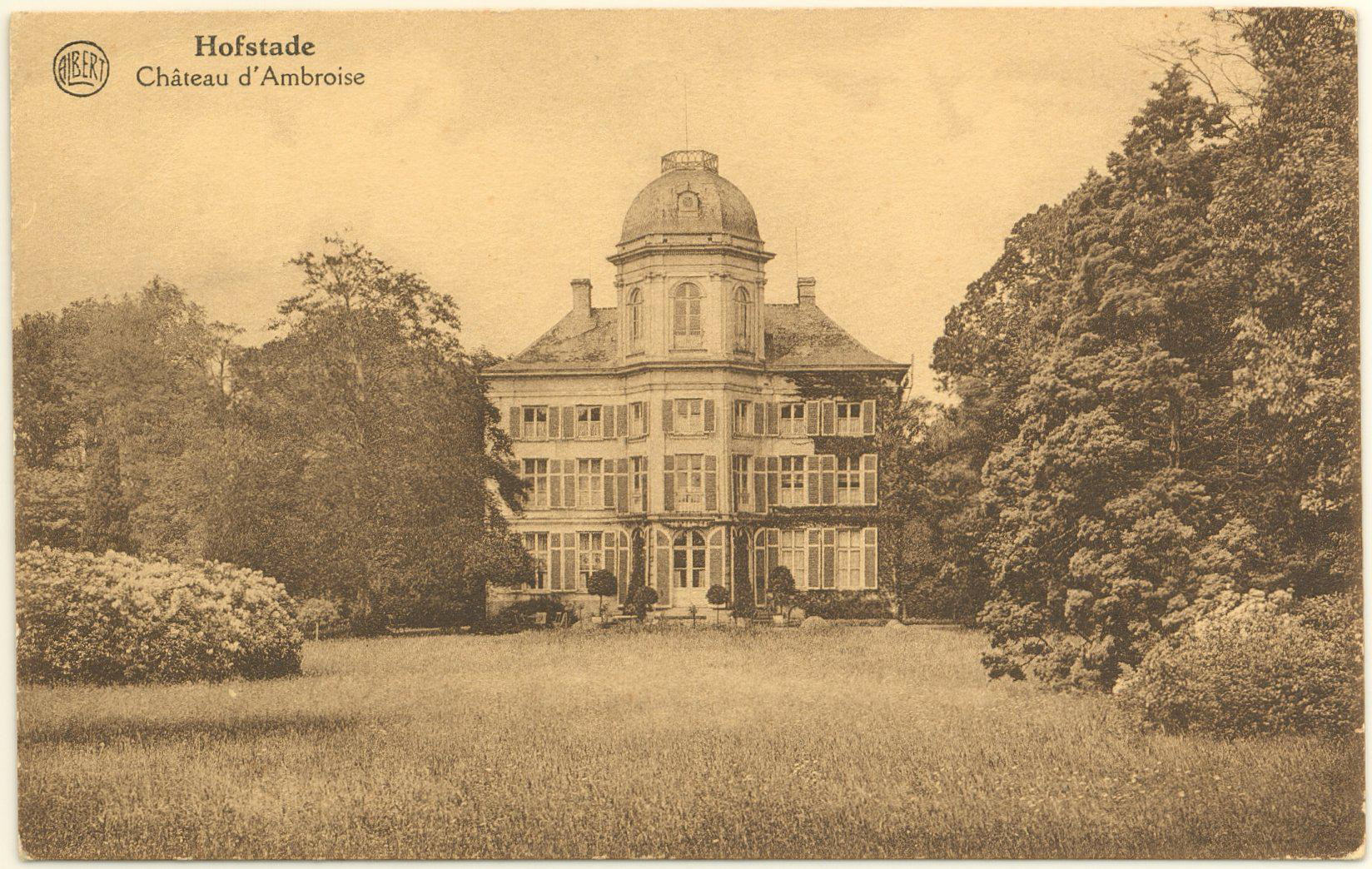
Le château d'Ambroos

## Sources
- Adolf Monballieu, Georges Dogaer, Raphaël De Smedt, Studia Mechliniensia: Bijdragen aangeboden aan Dr. Henry Joosen ter gelegenheid van zijn vijfenzestigste verjaardag, Koninklijke Kring voor Oudheidkunde, Letteren en Kunst van Mechelen, 1976
- Hyacinthe Coninckx, Malines sous la République française, 1891
- Bijdragen tot de geschiedenis. Volumes 70-71, 1987